# Sandsbro

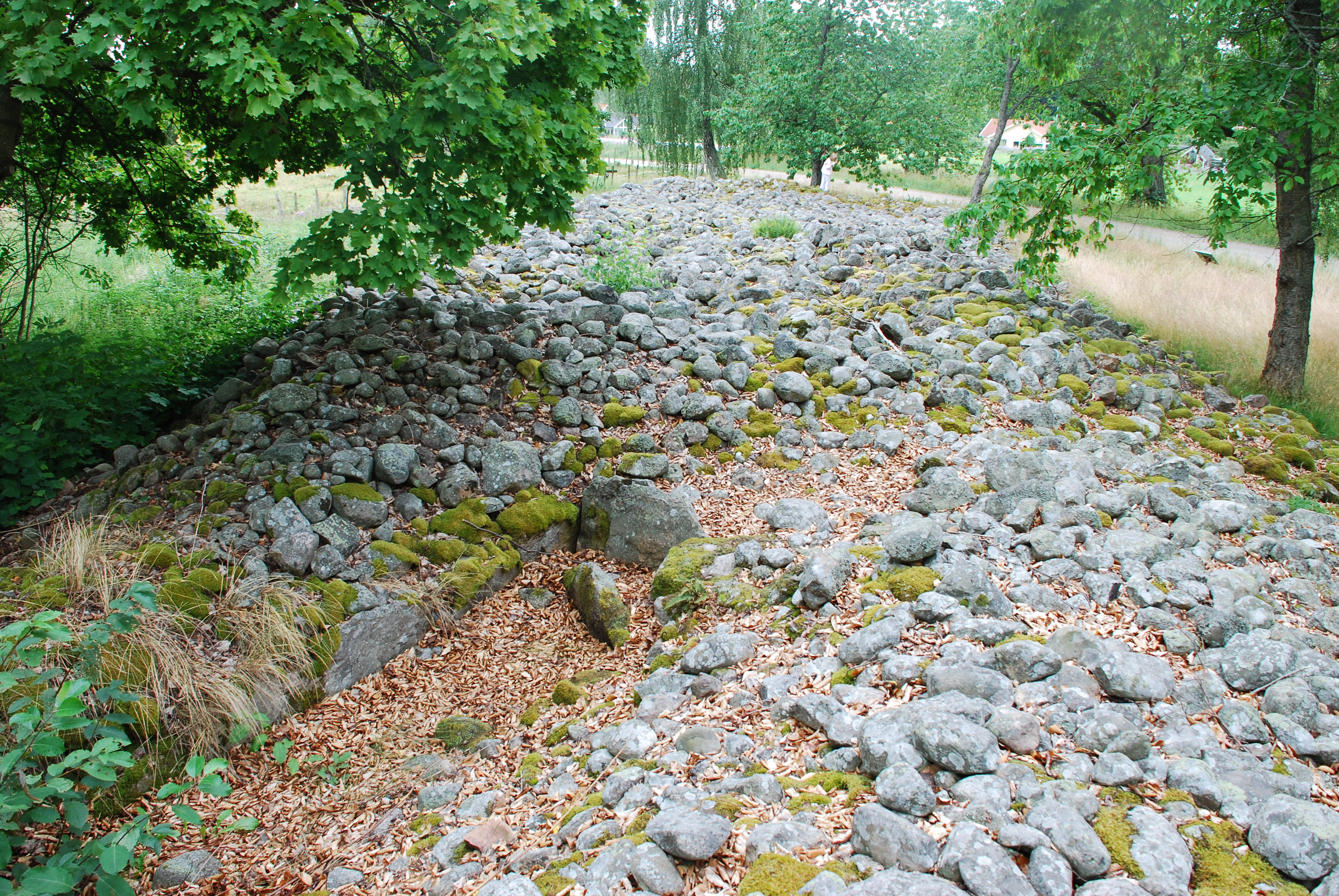
Långarör, ett 60 meter långt gravröse

Sandsbro är en stadsdel i Växjö, Kronobergs län. 
Sandsbro, som ligger i Gårdsby socken, var från början ett eget samhälle på näset mellan Toftasjön och Helgasjön, norr om Tofta kanal och vid smalspårsjärnvägen Växjö - Hultsfred. Det har numera vuxit ihop med staden och räknas som en stadsdel i centralorten Växjö. Stadsdelen har vuxit kraftigt de senaste decennierna och utbyggnaden med nya bostadsområden har fortsatt. Riksväg 23 som gick genom Sandsbro har sedan juni 2006 ersatts av en större väg längre från bebyggelsen, längs Helgasjöns sydöstra strand. Avsevärda summor användes för miljöförbättrande åtgärder, bl.a. rinner allt dagvatten från vägen först via infiltreringssystem innan det rinner ut i Toftasjön. 
Sandsbro har ett rikt idrottsliv, främst inom fotboll med Sandsbro AIK som spelar på Sandavi vid Toftasjön, nedanför Sandsbro skola.
Kulturhistoriskt finns gravrösen med hällkistor från bronsåldern (1800 - 500 f.Kr.) på höjden Långarör och vid Hällkistevägen vid Helgasjöns strand.

## Kända personer
1906 köpte sångerskan Kristina Nilsson fastigheten Villa Vik vilken ligger i den norra delen av Sandsbro. Hon levde där fram till sin död 1921. Andra kända personer är Stefan "Lill-Lövis" Johansson och Knut Knutson, som båda är födda och uppvuxna i Sandsbro.